# Perućica

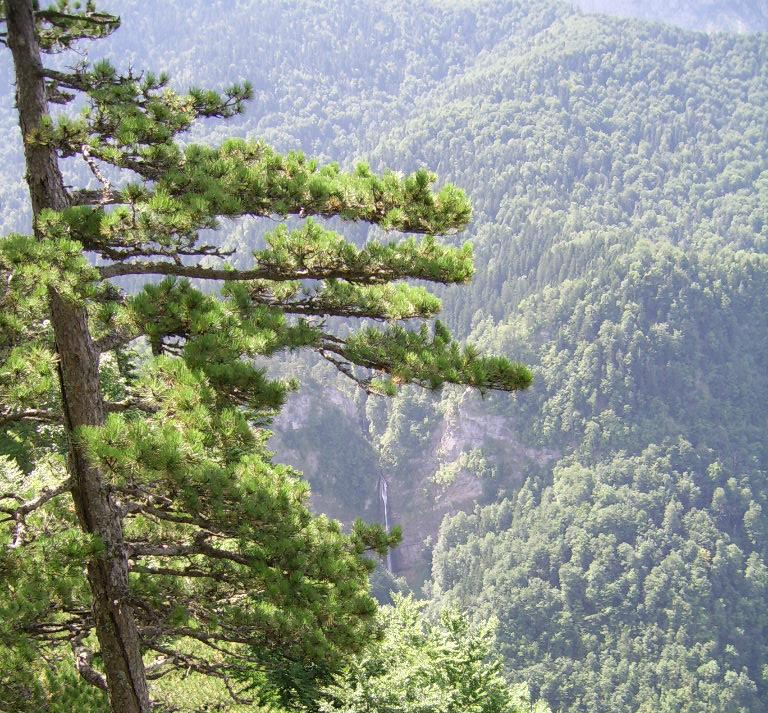
Perućica.

Perućica (alfabeto cirílico: Перућица) es uno de los bosques primarios que quedan en Europa. Está localizado en Bosnia-Herzegovina, cerca de la frontera con Montenegro, y es parte del macizo del Zelengora, en el parque nacional Sutjeska. El bosque solo puede ser explorado en compañía de guardabosques.
La pícea de Noruega (Picea abies) más alta que se haya medido (63 metros) está localizada en este bosque.